# Napój sojowy

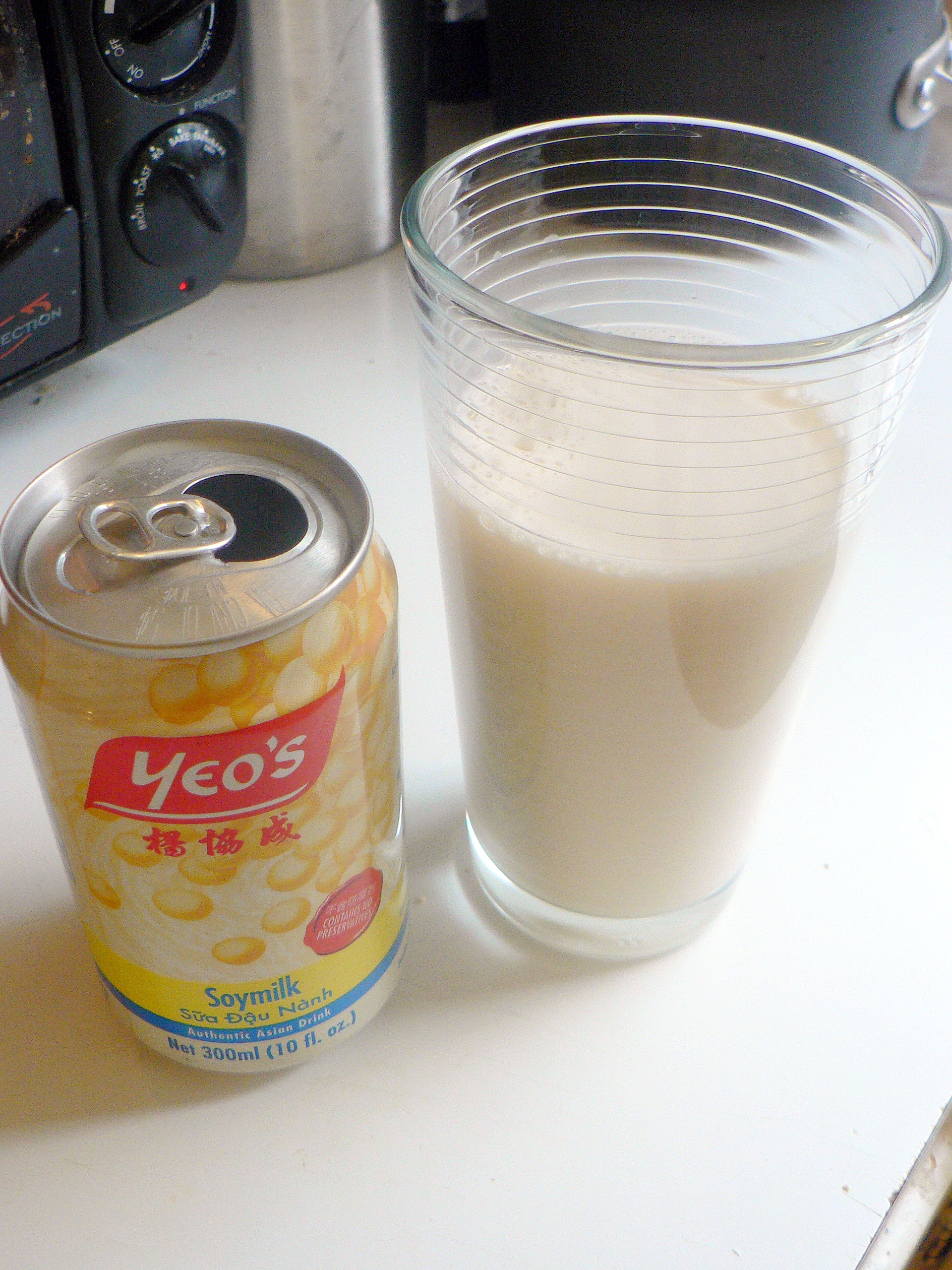
Napój sojowy sprzedawany pod marką Yeo’s

Napój sojowy, także „mleko” sojowe – tradycyjny chiński napój otrzymywany poprzez namaczanie w wodzie nasion soi, popularny szczególnie na południu Chin i w kuchni kantońskiej. Z Chin napój sojowy trafił także do innych krajów Dalekiego Wschodu. Zgodnie z obowiązującymi na terenie Unii Europejskiej normami prawnymi, nie może być wprowadzane do obrotu ani reklamowane pod nazwą „mleko sojowe”.

## Historia
Za wynalazcę napoju sojowego jest uważany Liu An, który miał technikę jego produkcji opracować w 164 r. n.e., za panowania dynastii Han. Liu An miał także odkryć, że napój sojowy poddaje się koagulacji i tym samym wynalazł twarożek sojowy (tofu). 
Pierwsze oficjalne wzmianki  o mleku napoju sojowym  pochodzą z 1365 roku z Chin. W Wietnamie napój pojawił się w 1790 r., a w Japonii około 1900 r. W Stanach Zjednoczonych o mleku sojowym napisano po raz pierwszy w renomowanym czasopiśmie medycznym, American Journal of Pharmacy, w 1896 r., a w 1897 roku Departament Rolnictwa Stanów Zjednoczonych (USDA) określił ten produkt oficjalnie jako mleko sojowe. W 1909 roku zaczęły powstawać pierwsze preparaty dla niemowląt na bazie soi.  
Napój sojowy zawiera podobną ilość protein, co mleko krowie – ok. 3,5% białka, a także 2% tłuszczu, 2,9% węglowodanów.
Po chińsku napój sojowy nazywa się dòujiāng (豆漿; dosł. „płyn sojowy”), aczkolwiek nazwa dòunǎi (豆奶; lit. „mleko sojowe”) jest również spotykana. Nazwa japońska to tounyū (豆乳).
Dziewczynki karmione w niemowlęctwie mlekiem sojowym (zawierającym genisteinę) częściej mają bolesne miesiączki jako młode dorosłe.

## Przygotowanie
Nasiona soi lub mąkę sojową moczy się w wodzie przez co najmniej trzy godziny (im woda chłodniejsza, tym proces musi trwać dłużej) w proporcjach wagowych 10:1 (woda:soja). Po namoczeniu nasiona uciera się razem z wodą, aby mleko uzyskało odpowiednią gęstość. W tradycji chińskiej uzyskany płyn filtruje się i gotuje przez 15-20 minut, aby poprawić jego wartości odżywcze i zabić ewentualne mikroorganizmy. W tradycji japońskiej filtracja następuje dopiero po wygotowaniu, przez co chińskie tofu jest nieco rzadsze od japońskiego. Żeby powstrzymać płyn z roztartymi nasionami od pienienia się, w kuchni japońskiej dodaje się do niego substancje, które ograniczają powstawanie piany podczas gotowania.

## Europejskie regulacje dotyczące produktów mlecznych
Zgodnie z Europejską Wspólną polityką rolną pojęcie „mleko” oznacza wyłącznie zwykłą wydzielinę z wymion ssaków – bez żadnych dodatków, ani nie poddaną ekstrakcji – otrzymywaną z co najmniej jednego doju zwierzęcia gospodarskiego. Tak samo ma się sytuacja w wypadku przetworów mlecznych: śmietany, śmietanki, chantilly, masła, seru, jogurtu czy kefiru. Jedynym wyjątkiem przewidzianym w Polsce przez unijne przepisy jest ser jabłkowy. Dlatego też sprzedawane na terenie Unii Europejskiej napoje sojowe nie mogą być nazywane "mlekiem sojowym".
Wyrok Trybunału Sprawiedliwości Unii Europejskiej z 2017 r. potwierdził, że termin „mleko” co do zasady zarezerwowany jest wyłącznie dla mleka pochodzenia zwierzęcego.